# The Best Buono!
《The Best Buono!》(일본어: ザベストボーノ! 자 베스토 보노![*])는 Buono!의 베스트 음반이다. 2010년 8월 10일 발매되었고 유통사는 포니 캐년이다.

## 수록곡

### Disc1
1. We are Buono!~Buono!의 테마♡(We are Buono!〜Buono!のテーマ♡)
（작사・작곡・편곡：AKIRASTAR）
2. 연애♥라이더(恋愛♥ライダー)
（작사：이와사토 유호　작곡：AKIRASTAR　편곡：니시카와 스스무）
3. Bravo☆Bravo
（작사：미우라 요시코　작곡：층쿠♂　편곡：니시카와 스스무）
4. 소실점~Vanishing Point~ (消失点〜Vanishing Point〜)
（작사：카와카미 나츠키　작곡：사키야 켄지로　편곡：사쿠마 마코토）
5. 진정한 자신(ホントのじぶん)
（작사：이와사토 유호　작곡：키노시타 케이코　편곡：니시카와 스스무）
6. Take It Easy!
（작사：미우라 요시코　작곡：층쿠♂　편곡：니시카와 스스무）
7. Kiss! Kiss! Kiss!
（작사：이와사토 유호　작곡：이노우에 신지로　편곡：니시카와 스스무）
8. 락의 신 (2010 mix version)(ロックの神様)
（작사：이와사토 유호　작곡・편곡：AKIRASTAR）
9. I NEED YOU
（작사：이와사토 유호　작곡：AKIRASTAR　편곡：니시카와 스스무）
10. 롯타라 롯타라(ロッタラ ロッタラ)
（작사：이와사토 유호　작곡：이노우에 신지로　편곡：니시카와 스스무）
11. MY BOY
（작사：미우라 요시코　작곡：층쿠♂　편곡：니시카와 스스무）
12. Café Buono!
（작사：카와카미 나츠키　작곡・편곡：키노시타 요시유키）
13. 울보소년 (2010 mix version)(泣き虫少年)
（작사：이와사토 유호　작곡・편곡：AKIRASTAR）
14. Blue-Sky-Blue
（작사：이와사토 유호　작곡：무라마츠 테츠야　편곡：니시카와 스스무）
15. Our Songs
（작사：미우라 요시코　작곡：층쿠♂　편곡：니시카와 스스무）
16. Last Forever (2010 mix version)
（작사：카와카미 나츠키　작곡・편곡：니시카와 스스무）
17. OVER THE RAIBOW
（작사：이와사토 유호　작곡：Gajin　편곡：사쿠마 마코토）
18. 짝사랑。(カタオモイ。)
（작사：이와사토 유호　작곡・편곡：니시카와 스스무）
19. 골(ゴール)
（작사：AKIRASTAR・이와사토 유호　작곡：AKIRASTAR　편곡：이노우에 신지로・AKIRASTAR）

### Disc2 (초회한정반)
1. 마음의 알(こころのたまご)
（작사：카와카미 나츠키　작곡：무라마츠 테츠야　편곡：아베 쥰）
2. 그렇지 않으면 아까워!(じゃなきゃもったいないっ!)
（작사：카와카미 카키　작곡：코바야시 테츠야　편곡：치노 요시히코）
3. 모두 정말 좋아(みんなだいすき)
（작사：C.Piece　작곡：AKIRASTAR　편곡：아베 준）
4. 레이디 팬서(れでぃぱんさぁ)
（작사：카와카미 나츠키　작곡：스기무라"라핀"세이이치로　편곡：오오쿠보 카오루）
5. 마이 러브(マイラブ)
（작사：이와사토 유호　작곡・편곡：이노우에 신지로）
6. 무적의 ∞ 파워(無敵の∞Power 무테키노무겐다이파와[*])
（작사：카와카미 나츠키　작곡：오오야기 히로오　편곡：키노시타 요시유키）
7. 워프!(ワープ! 와푸![*])
（작사：카와카미 나츠키　작곡・편곡：키노시타 요시유키）
8. 싫어 좋아 너무 싫어(キライスキダイキライ)
（작사：카와카미 나츠키　작곡：이쿠타 마신　편곡：이노우에 신지로우）
9. -Winter Story-
（작사：카와카미 나츠키　작곡：AKIRASTAR　편곡：AKIRASTAR・이노우에 신지로우）
10. MIRACLE HAPPY LOVE SONG
（작사：C.Piece　작곡・편곡：AKIRASTAR）

### DVD (초회한정반)
1. Buono! 3시의 간식 쟁탈 바바 빼기 대결
2. 쟈켓 촬영·바바 빼기 촬영 메이킹